# Into Paradise (album)
Into Paradise è il secondo album in studio del gruppo musicale inglese All Angels, pubblicato nel 2007.

## Tracce
1. Sancte Deus (Nimrod)
2. In Paradisum
3. Make Me a Channel of Your Peace
4. Swing Low
5. The Scientist
6. The Sound of Silence
7. Lament (Band of Brothers)
8. Lift Up Your Voice (Arrival of the Queen of Sheba)
9. Canzonetta Sull'aria
10. Pie Jesu
11. Singing You Through
12. Nothing Compares 2 U
13. Zadok the Priest